# ホーガン・バッセイ

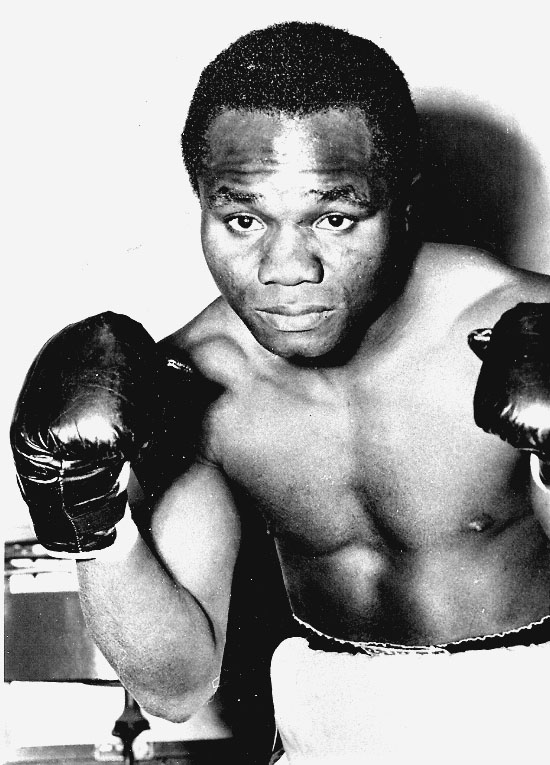

ホーガン・キッド・バッセイ（Hogan "Kid" Bassey、1932年6月3日 - 1998年1月26日）は、ナイジェリア出身のプロボクサー。本名はオコン・バッセイ・エスキュー。キャラバー生まれ。元世界フェザー級チャンピオン。ナイジェリア初の世界チャンピオンである。

## 略歴
ナイジェリア、アフリカ、英連邦の各タイトルを手中に収め、1957年6月24日、サンディ・サドラー引退により空位となった世界フェザー級王座をクリア・アミアと争い、10回TKO勝ちでナイジェリア初の世界王者となった。
翌1958年4月1日、リカルド・モレノを相手に初防衛に成功したが、1959年3月18日、デビー・ムーアに13回TKO負けを喫し、王座から陥落した。引退後はナショナル・コーチとして活躍した。

## 通算戦績
55勝（20KO）12敗1引分け